# Kazachstan na Zimowych Igrzyskach Olimpijskich 1998
Reprezentacja Kazachstanu na Zimowych Igrzyskach Olimpijskich 1998 liczyła 60 zawodników - 45 mężczyzn i 15 kobiet, którzy wystąpili w ośmiu dyscyplinach sportowych. Reprezentanci tego kraju zdobyli łącznie dwa brązowe medale. 
Najmłodszym zawodnikiem Kazachstanu na ZIO 1998 był Stanisław Filimonow (18 lat i 250 dni), a najstarszym Igor Dorochin (35 lat i 177 dni).

## Zdobyte medale
| Medal | Zawodnik           | Dyscyplina sportowa | Konkurencja           |
| ----- | ------------------ | ------------------- | --------------------- |
| Brąz  | Władimir Smirnow   | Biegi narciarskie   | Bieg łączony mężczyzn |
| Brąz  | Ludmiła Prokaszowa | Łyżwiarstwo szybkie | 5000 m kobiet         |

## Wyniki reprezentantów Kazachstanu

### Biathlon
Mężczyźni
- Walerij Iwanow

sprint - 31. miejsce
bieg indywidualny - 52. miejsce
- Dmitrij Pantow

sprint - 54. miejsce
bieg indywidualny - 49. miejsce
- Dmitrij Pozdniakow

sprint - 24. miejsce
bieg indywidualny - 59. miejsce
- Dmitrij Pantow
Dmitrij Pozdniakow
Aleksandr Mienszykow
Walerij Iwanow

sztafeta - 16. miejsce
Kobiety
- Margarita Dułowa

sprint - 18. miejsce
- Ludmiła Gurjewa

bieg indywidualny - 23. miejsce
- Inna Szeszkil

sprint - 20. miejsce
bieg indywidualny - 54. miejsce
- Inna Szeszkil
Margarita Dułowa
Jelena Dubok
Ludmiła Gurjewa

sztafeta - 20. miejsce

### Biegi narciarskie
Mężczyźni
- Władimir Borcow

30 km stylem klasycznym - 50. miejsce
50 km stylem dowolnym - 45. miejsce
- Witalij Liliczenko

10 km stylem klasycznym - 80. miejsce
Bieg łączony - 59. miejsce
- Andriej Niewzorow

10 km stylem klasycznym - 68. miejsce
Bieg łączony - 48. miejsce
30 km stylem klasycznym - 41. miejsce
50 km stylem dowolnym - 23. miejsce
- Pawieł Rjabinin

10 km stylem klasycznym - 50. miejsce
Bieg łączony - 36. miejsce
30 km stylem klasycznym - 13. miejsce
- Władimir Smirnow

10 km stylem klasycznym - 4. miejsce
Bieg łączony - 
30 km stylem klasycznym - 12. miejsce
50 km stylem dowolnym - 8. miejsce
- Pawieł Rjabinin
Władimir Borcow
Andriej Niewzorow
Witalij Liliczenko

sztafeta - 16. miejsce
Kobiety
- Jelena Antonowa

15 km stylem klasycznym - 57. miejsce
- Swietłana Dieszewych

5 km stylem klasycznym - 44. miejsce
Bieg łączony - 38. miejsce
15 km stylem klasycznym - 20. miejsce
30 km stylem dowolnym - 21. miejsce
- Oksana Jacka

5 km stylem klasycznym - 27. miejsce
Bieg łączony - 39. miejsce
15 km stylem klasycznym - 32. miejsce
30 km stylem dowolnym - 40. miejsce
- Swietłana Szyszkina

5 km stylem klasycznym - 35. miejsce
Bieg łączony - 42. miejsce
15 km stylem klasycznym - 49. miejsce
30 km stylem dowolnym - 30. miejsce
- Olga Sielezniowa

5 km stylem klasycznym - 66. miejsce
Bieg łączony - 63. miejsce
30 km stylem dowolnym - 52. miejsce
- Swietłana Dieszewych
Oksana Jacka
Swietłana Szyszkina
Olga Sielezniowa

sztafeta - 12. miejsce

### Hokej na lodzie
Mężczyźni
- Władimir Antipin, Michaił Borodulin, Piotr Diewiatkin, Igor Dorochin, Dmitrij Dudarjew, Wadim Głowacki, Witalij Jeriemiejew, Pawieł Kamiencew, Aleksandr Korieszkow, Jewgienij Korieszkow, Oleg Kriażew, Igor Nikitin, Andriej Pczelakow, Erłan Sagymbajew, Andriej Sawienkow, Konstantin Szafranow, Aleksandr Szimin, Andriej Sokołow, Witalij Triegubow, Aleksiej Troszczinski, Władimir Zawiałow, Igor Ziemlanoj - 5. miejsce

### Łyżwiarstwo figurowe
Mężczyźni
- Jurij Litwinow

soliści - 28. miejsce
Pary
- Marina Chałturina
Andriej Krukow

Pary sportowe - 14. miejsce
- Jelizawieta Stiekolnikowa
Dmitrij Kazarłyga

Pary taneczne - 22. miejsce

### Łyżwiarstwo szybkie
Mężczyźni
- Radik Bikczentajew

1500 m - 27. miejsce
5000 m - 27. miejsce
- Sergiej Cybienko

1000 m - 17. miejsce
1500 m - 19. miejsce
- Sergiej Kaznaczejew

1500 m - 41. miejsce
5000 m - 26. miejsce
- Władimir Klepinin

500 m - 32. miejsce
1000 m - 37. miejsce
- Wadim Szakszakbajew

500 m - 24. miejsce
Kobiety
- Kenżesz Orynbajewa

3000 m - 31. miejsce
- Ludmiła Prokaszowa

1000 m - 11. miejsce
1500 m - 7. miejsce
3000 m - 

### Narciarstwo alpejskie
Mężczyźni
- Dmitrij Kwacz

gigant - DNF
Kobiety
- Julija Krygina

supergigant - DNF

### Narciarstwo dowolne
Mężczyźni
- Aleksiej Bannikow

jazda po muldach - 26. miejsce
Kobiety
- Irina Kormyszewa

jazda po muldach - DNF

### Skoki narciarskie
Mężczyźni
- Dmitrij Czwykow

Skocznia normalna - 30. miejsce
Skocznia duża - 49. miejsce
- Stanisław Filimonow

Skocznia normalna - 32. miejsce
Skocznia duża - 25. miejsce
- Pawieł Gajduk

Skocznia normalna - 48. miejsce
Skocznia duża - 42. miejsce
- Aleksandr Kołmakow

Skocznia normalna - 58. miejsce
Skocznia duża - 46. miejsce
- Pawieł Gajduk
Aleksandr Kołmakow
Dmitrij Czwykow
Stanisław Filimonow

drużynowo - 11. miejsce